# Hugo Carlsson (tidningsman)
Hugo Carlsson, född 6 april 1895 i Skede socken, Jönköpings län, död 26 januari 1973 i Malmö S:t Pauli församling, var en svensk tidningsman. 
Carlsson var medarbetare i Vetlanda-Posten 1918–20, Jönköpings Läns Tidning 1920–21, Kristianstads Läns Tidning 1921–24, nattredaktör i Smålands Allehanda 1924, därefter medarbetare i Kristianstads Läns Tidning samt chefredaktör och ansvarig utgivare där 1944–54. 
Carlsson var korrespondent till ett tiotal landsortstidningar från Olympiska spelen i Amsterdam 1928 och företog resor till Frankrike och Nederländerna 1930, Spanien och Storbritannien 1932 och Polen 1935. Han bedrev journaliststudier i London 1937. Han var ledamot av Kristianstads stadsfullmäktige.